# Anetha
Cet article concerne la DJ française. Pour la ville américaine, voir Aneta.
Anetha (née en 1989 à Bordeaux, en Gironde), est une DJ et productrice française de techno.

## Biographie
Née en 1989 à Bordeaux, Anetha mixe depuis l'âge de 16 ans, initiée à la musique techno par son père fan de Kraftwerk et DJ amateur. Sans formation musicale classique, elle est diplômée en architecture. 
Elle commence sa carrière de DJ professionnelle en 2013, au cours d'un séjour de quelques mois à Londres où elle mixe dans des clubs comme le Corsica Studios. Elle y enregistre ses premières sessions dans le studio de ses colocataires, ingénieurs du son. De retour en France, elle installe son propre studio dans son appartement parisien,.
Résidente des soirées organisées par le collectif Blocaus dans des lieux emblématiques de la capitale, elle joue à partir de 2014 dans des salles notoires de Paris, comme Concrete, la Machine du Moulin Rouge ou Rex Club. Elle commence à se produire à l'étranger en 2015 au Bassiani de Tbilissi, au De School d'Amsterdam, au Village Underground à Londres, au Fuse à Bruxelles, au 2.35:1 Berns de Stockholm, à l'About:Blank de Berlin, puis en 2017 à Tokyo et au mythique Berghain berlinois. Son morceau Acid Train, sorti en 2017, lui vaut d'être citée dans une liste des vingt meilleurs morceaux techno de la décennie par le magazine Mixmag. À Amsterdam en 2018 son set dans le cadre de Boiler Room est classé comme l'un des meilleurs du genre techno de l'année par le projet. 
Une des rares femmes évoluant dans l'univers de la musique électronique et selon Le Point une « valeur montante de la techno », elle est représentative d'une « génération [de musiciens] qui n'a connu que le virtuel, le numérique et le synthétique ». 
Elle est, en 2019, à l'affiche de festivals comme DGTL, Dour, Weather, Soenda et Solidays. La même année, elle crée son propre label, Mama Told Ya, puis le collectif Mama Loves Ya qui promeut la transition écologique dans le monde de la nuit. En 2024, elle fait partie des DJ se produisant lors de la cérémonie de clôture des Jeux paralympiques d'été de 2024. 

## Discographie

### EP et VA
- 2015 : Ophiuchus novembre 2015 (Work Them Records)[4]
- 2016 : Tomorrows DNA (Reclaim Your City)
- 2016 : Leftover Love (Blocaus Series)
- 2017 : Endless Sea (Blocaus Series)
- 2017 : Acid Train (Anagram)
- 2018 : Acid Science, avec Cadency (Oaks)
- 2018 : Bionic Romance (Blocaus Series)
- 2019 : Don't Rush to Grow Up, avec ABSL et Sugar (Mama Told Ya)
- 2020 : Body Changes Are Natural', avec Niki Istrefi et Hadone (Mama Told Ya)
- 2021 : It's Okay To Cry, avec Alex Wilcox
- 2023 : I'm Sorry For Being So Sexy (Mama Told Ya)
- 2024 : Let Me D&B (Mama Told Ya)
- 2024 : Mothearth (Mama Told Ya)

### DJ Mix
- 2015 : RYC Podcast 142
- 2015 : Invite's Choice Podcast 203
- 2016 : Erratic Podcast 115
- 2016 : Invite's Choice Podcast 327
- 2017 : Curated by DSH #060
- 2017 : Electronic Explorations 464
- 2018 : Groove Podcast 188
- 2019 : Fabric x DVS1 Curates Promo Mix
- 2019 : Fast Forward Productions #34